# Mannheimer Dialekt
Mannemerisch ist der in Mannheim gesprochene Dialekt. Er gehört zu den kurpfälzischen Dialekten.

## Herkunft und Beziehung zu anderen Sprachen
Mannemerisch lehnt an das Vorderpfälzische an, unterscheidet sich aber deutlich von den Dialekten der näheren Umgebung. Sogar in Mannheims Vororten werden unterschiedliche Wendungen benutzt: So heißt die Stadt im stärker odenwäldisch beeinflussten Norden Monnem, im eher badischen Süden, etwa in Rheinau und Neckarau hingegen Mannem.
Der Wortschatz des Mannheimer Dialekts zeigt Einflüsse des Französischen, aber auch zum Jiddischen und Rotwelschen. Der französische Einfluss kam durch hugenottische, später auch nach der Französischen Revolution durch aristokratische Flüchtlinge. Mannheim war von jeher ein Handelsumschlagsplatz, der nie ein Judenviertel oder andersgeartetes Ghetto kannte, sodass Juden und Nichtjuden weitgehend unbeschwert miteinander umgingen und auch einiges aus dem Jiddischen Eingang fand. So lautet die mannemerische Variante des Schwäbischen Grußes Blos mer de Howwl aus!, wobei damit der Allerwerteste, jiddisch hoibel, gemeint ist.

## Sprachliche Merkmale
Mannemerisch ist eine der bekanntesten Ausprägungen der kurpfälzischen Dialekte und teilt mit ihnen folgende Eigenarten:
Häufig zu hören sind Wendungen wie „alla“, was häufig zur Verabschiedung verwendet wird (bis dann, vom französischen „à la prochaine“) und „hajoo“ (zustimmendes „ja“). Das oft gehörte „Hea“ zur Begrüßung hat zwei Bedeutungen: Es kann Interjektion „Hey!“ oder Imperativ „Hör!“ sein. „Hea“ kann aber auch „Herr“ bedeuten. Bei Verben wird das n weggelassen, wie zum Beispiel gehen=gehe.
Betonte Vokale werden gerne gedehnt: „Allaa guut“, Verben werden „dramatisiert“: Gehen heißt laafe, laufen heißt renne, rennen heißt springe und springen heißt hubbse. Konsonanten nach kurzem Vokal werden verdoppelt, so wird aus „reden“ redde, und aus „decken“ degge, oder wie oben aus „hüpfen“ hubbse, hier wird eine weitere Eigenschaft des Mannemerisch deutlich, das harte k bzw. ck wird weich wie g ausgesprochen, bzw. p wie b oder t wie d. Auch dies ist vorortspezifisch.
Des Weiteren wird bei Vergleichen das Wort „als“ durch „wie“ ersetzt.
Bsp.:
„Du bischd jo klääna wie isch!“ – Standarddeutsch: „Du bist ja kleiner als ich!“
„Du bischd jo greeßa wie isch!“ – „Du bist ja größer als ich!“
Wichtig ist auch die besondere Sprachmelodie („Singsang“), die sich allgemein im kurpfälzischen Sprachgebrauch findet.

## Mannemerisch in Kunst und Kultur
In Verbindung mit kulturellen Praktiken und Artefakten manifestiert sich das Mannemerisch – über die Nutzung bei den lokalen Fastnachtsritualen hinaus – erst im Laufe der zweiten Hälfte des letzten Jahrhunderts, wie die folgenden Beispiele zeigen sollen.

### Mannemerisch in der Literatur
Die „Literaturwerkstatt Mannheimer Abendakademie“ brachte einige Mundartdichter und -schriftsteller hervor, deren prominentestes Mitglied wohl Gertrud Häfner war – eine deutsche Schriftstellerin, die fast ausschließlich auf Mannemerisch schrieb. Rudy Kupferschmitt ist ein weiterer prominenter Mannemer Vertreter jener Literaturwerkstatt.

### Mannemerisch im Theater
In den verschiedenen Mannheimer Theatern werden Stücke auf Mannemerisch aufgeführt, wie z. B. Lisbeth & Schorsch im Schatzkistl mit ihrer Musikkomödie „Alla gut! Verliebt ins Quadrat“ und seit Oktober 2010 die nostalgisch-musikalische Komödie der Mannheimer Schriftstellerin Nora Noé: Nierentisch und Caprifischer – Mannem in de 50er mit den Steegmüllers und Eckhard Stadler am Piano, unter der Regie von Jürg Hummel.

### Mannemerisch in der Musik
Eines der bekanntesten und zugleich ältesten Lieder auf Mannemerisch ist der „Neckarbrückenblues“ von Joy Fleming, der als Single 1972 erschien. Für zahlreiche Veröffentlichungen im Mannheimer Dialekt ist Joachim Schäfer verantwortlich. Aber auch die Sängerin Joana mit Moi schäänes Mannem (1995), Christian Habekost & Chako Music Show mit
Die Hitz (Månnem-Mix) (2004) und Hans-Peter Schwöbel mit Monnema Fetzä (2005) – um nur einige zu erwähnen – haben dem Mannemerischen ein Denkmal gesetzt. SWR4 Kurpfalz Radio hat mit der Reihe Mannheim Mannem Monnem erfolgreich mehrere CD-Sampler als mundartliche Liebeserklärung an die Quadratestadt herausgegeben.
Auch Xavier Naidoo in seinen Liedern singt oder rappt teilweise auf Mannemerisch, besonders bei Liedern der Söhne Mannheims, die z. B. 2005 in Meine Stadt Mannheim besangen.
2008 wurde ein in Mannemerisch geführter Beschwerdeanruf bei der Polizei durch eine Veröffentlichung auf YouTube deutschlandweit bekannt, der auf YouTube bislang über 2,3 Millionen Mal abgerufen wurde. Weitere Medien und TV-Programme griffen das Thema auf.
Zahlreiche lokale Bands singen auf Mannemerisch, wie z. B. die „Incredible Rhine Rockers“. Seit kurzem ist darunter der Sänger Gringo Mayer aus Ludwigshafen, der auf Kurpfälzisch singt, auch einem größeren Publikum bekannt.

### Mannemerisch in der Koch- und Backkunst
Mannemer Dreck ist ein Makronengebäck aus Mannheim. Der ungewöhnliche Name geht auf das Jahr 1822 bzw. 1838 zurück, als der Stadtamtsvorstand Herr von Jagemann eine Vorschrift erließ, die „Jedermann mit zwei Reichstalern Strafe belegte, der den im Hause gesammelten Kot mit Kehricht auf die Straße brachte“. Ein findiger Bäcker buk daraufhin einen fragwürdig aussehenden „Haufen“ aus Marzipan, Nelken, Haselnüssen und Mandeln und stellte ihn als Mannemer Dreck in sein Schaufenster.

### Mannemerisch intern

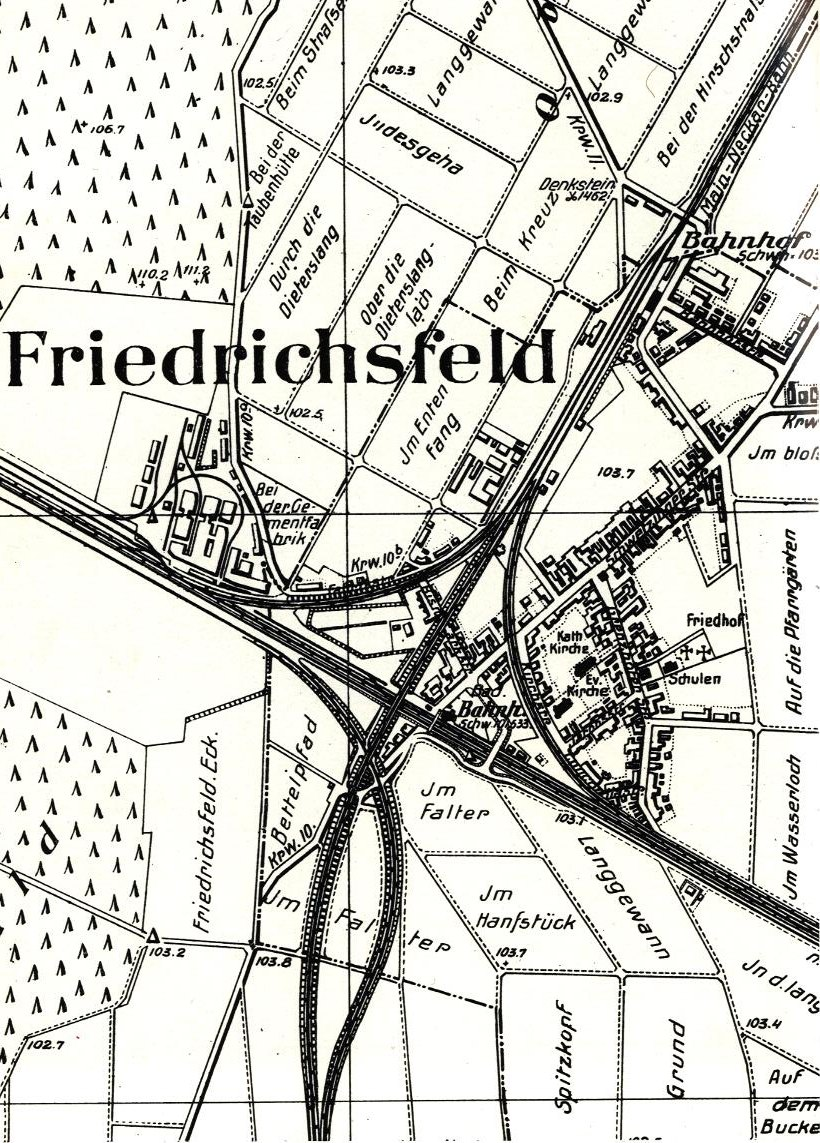
Friedrichsfeld (1900)

Die lokalpatriotische Devise Mannem vonne kam über die Flügelung der über die Bahnstrecke Frankfurt am Main–Heidelberg kommenden Züge im Bahnhof Mannheim-Friedrichsfeld zustande. Die vorderen Wagen fuhren weiter nach Heidelberg, die hinteren nach Mannheim. Die Fahrgäste in Richtung Mannheim wurden deshalb vom Schaffner mit dem Aufruf „Mannem hinne“ in die hinteren Wagen geschickt. Der Ausruf wurde zum Geflügelten Wort, das immer dann Anwendung fand, wenn Mannheim gegenüber einer anderen Stadt den Kürzeren zog oder sich in irgendeiner Form blamierte, siehe z. B. „Bilderstreit“ der Reiss-Engelhorn-Museen gegen Wikipedia. Die Mannheimer kehrten das geflügelte Wort bei unterschiedlichsten Gelegenheiten um zu Mannem vorne.
Marktfrau: „Isch habb mir gedenkt, dass ...“. Oberstudienrat: „Gnädige Frau, das heißt gedacht!“
Marktfrau: „Isch will Ihne mol ääns saache: Mir sinn immer noch des Volk der Dischda unn Denka unn näd der Dischda unn Dachda.“
Fabrikbesitzer [Heinz] Vögele aus Mannheim kommt mit Ehefrau und Tochter in den Europäischen Hof zu Heidelberg und stellt sich beim Portier vor: „Guten Tag – Vögele, meine Frau, meine Tochter.“ Portier: „Bei Eisch misse schääne Zuständ herrsche!“